# Minervino di Lecce
Minervino di Lecce es una localidad italiana de la provincia de Lecce, región de Puglia, con 3.836 habitantes.

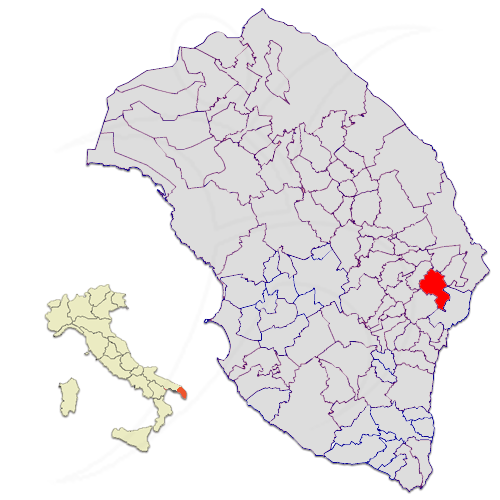
Ubicación de la ciudad de Minervino di Lecce dentro de la provincia de Lecce.

## Evolución demográfica
| Gráfica de evolución demográfica de Minervino di Lecce entre 1861 y 2001 |
|                                                                          |
| Fuente ISTAT - elaboración gráfica de Wikipedia                          |